# Laurentiuskapelle (Miltenberg)

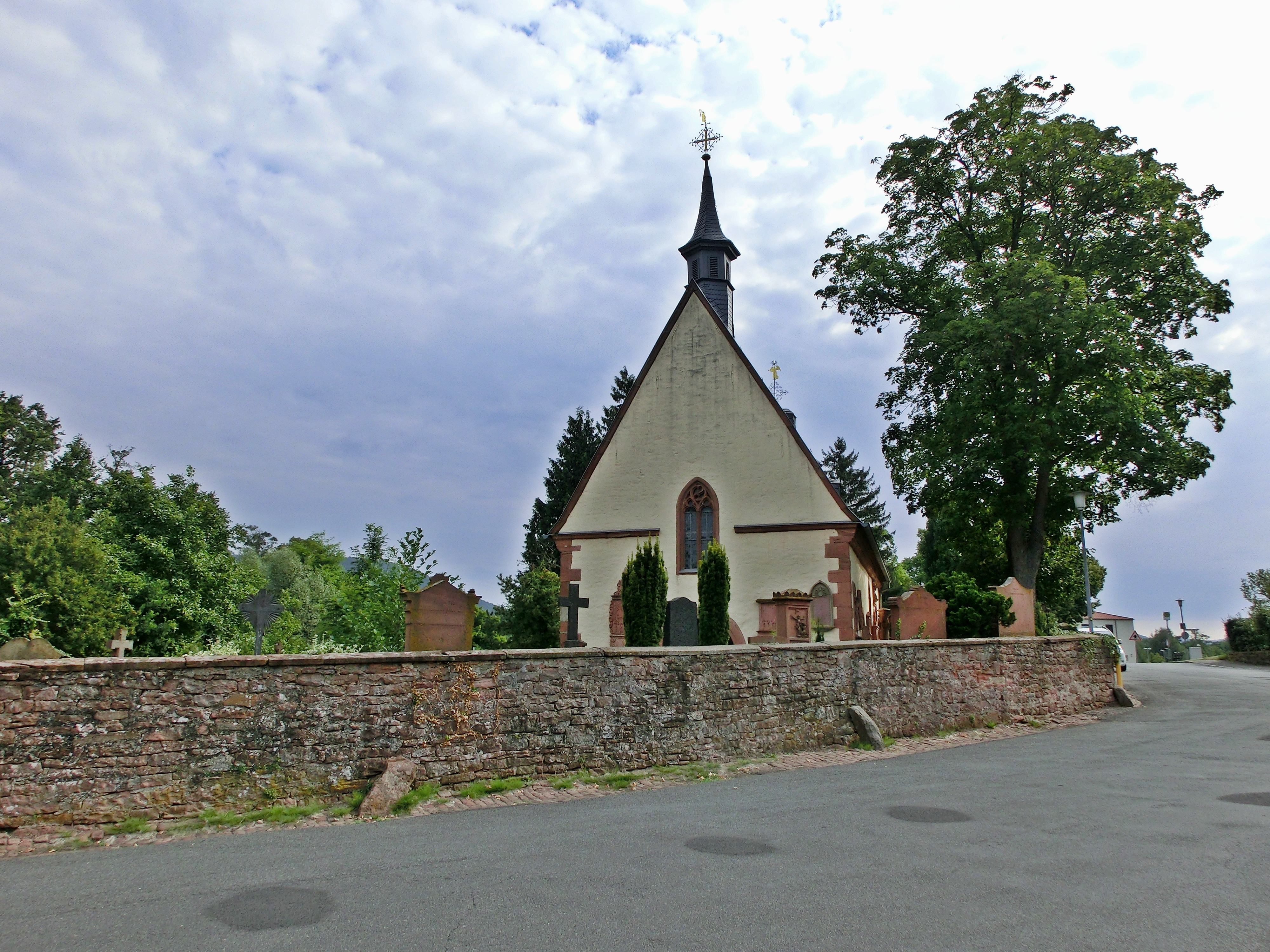
Laurentiuskapelle (2012)

Die Laurentiuskapelle in Miltenberg am Main wurde bereits im Jahre 1380 in einer Jahrtagsstiftung des Aschaffenburger Kanonikers Berthold Forstmeister von Gelnhausen erwähnt. Beschrieben wird dort das idyllische Kirchlein jenseits des Spitzen Turmes, in dessen Friedhof die ehrsamen Bürger Alt-Miltenbergs ihrer Urständ entgegenschlafen …
Der heutige Chor der dem heiligen Laurentius von Rom geweihten Kapelle ist mit der Jahreszahl 1456 datiert und erhielt damals auch die erst seit dem Jahr 1913 wieder freigelegten Wandmalereien. Das Langhaus ist ein Erweiterungsbau um 1594. Der kostbarste Schatz der Kapelle ist ein spätgotischer Flügelaltar. Das Gehäuse der Orgel stammt aus dem Gotteshaus Maria uff den Staffeln.
Der um die Kapelle angelegte Laurentiusfriedhof dokumentiert in seinen Grabmälern das hohe Niveau der Steinmetzkunst des ausgehenden 16. Jahrhunderts in dieser Gegend. Ferner spiegelt er die Geschichte von damals bis zum Ende des 19. Jahrhunderts wider. Die Laurentiuskapelle liegt in Sichtweite des historischen Mainzer Tors, direkt in der Laurentiusstraße. In unmittelbarer Nähe befinden sich die Mud und der Main.
Die Kapelle ist heute Teil der katholischen Pfarreiengemeinschaft St. Martin.